# Tatiana Lepore
Tatiana Lepore (Torino, 27 marzo 1974) è un'attrice e doppiatrice italiana.

## Biografia
Diplomatasi al liceo classico nel 1993, consegue la laurea in Lingue e letterature straniere all'Università di Torino nel 1996 e, nello stesso anno, il diploma di attrice presso la Civica Scuola di Teatro Paolo Grassi di Milano.
Tra i suoi primi lavori, nel 1999 prende parte al programma per bambini di Rai 3 Melevisione nel ruolo della Strega Rosarospa ed esordisce al cinema l'anno successivo col film Pane e tulipani di Silvio Soldini.

## Filmografia

### Cinema
- Pane e tulipani, regia di Silvio Soldini (2000)
- Bob Bone turista e clandestino, regia di Silvana Zancolò (2000)
- L'educazione di Giulio, regia di Claudio Bondì (2000)
- Un delitto impossibile, regia di Antonello Grimaldi (2000)
- Quasi quasi, regia di Gianluca Fumagalli (2002)
- Casomai, regia di Alessandro D'Alatri (2002)
- Al cuore si comanda, regia di Giovanni Morricone (2003)
- Agata e la tempesta, regia di Silvio Soldini (2004)
- Giorni e nuvole, regia di Silvio Soldini (2007)
- Caos calmo, regia di Antonello Grimaldi (2008)
- La prima linea, regia di Renato De Maria (2009)
- Le ragazze dello swing, regia di Maurizio Zaccaro (2010)
- Cosa voglio di più, regia di Silvio Soldini (2010)
- È nata una star?, regia di Lucio Pellegrini (2012)
- Pulce non c'è, regia di Giuseppe Bonito (2012)
- Mia madre, regia di Nanni Moretti (2015)
- La vita possibile, regia di Ivano De Matteo (2015)
- Fiore, di Claudio Giovannesi (2016)

### Televisione
- Melevisione – programma TV (1999)
- Cuore, regia di Maurizio Zaccaro – miniserie TV (2001)
- Distretto di Polizia – serie TV, episodi 2x07-2x08-6x06 (2001; 2006)
- Gli insoliti ignoti, regia di Antonio Luigi Grimaldi – film TV (2003)
- Camera Café – serie TV, episodio Cose che succedono (2004)
- Le stagioni del cuore – serie TV (2004)
- Luisa Spagnoli, regia di Lodovico Gasparini – miniserie TV (2015)